# Remigio Cantagallina

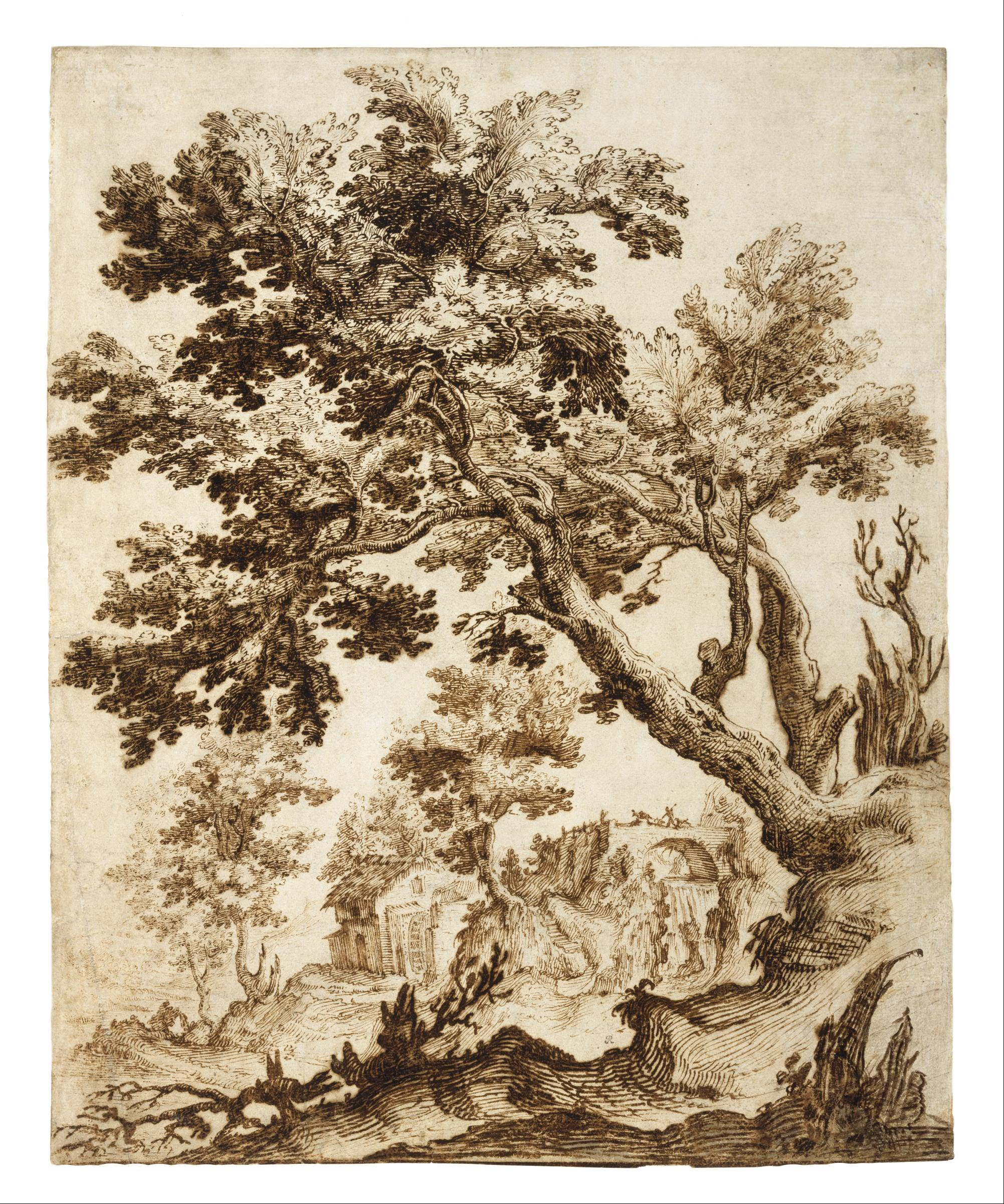
Landschap met boom en molen

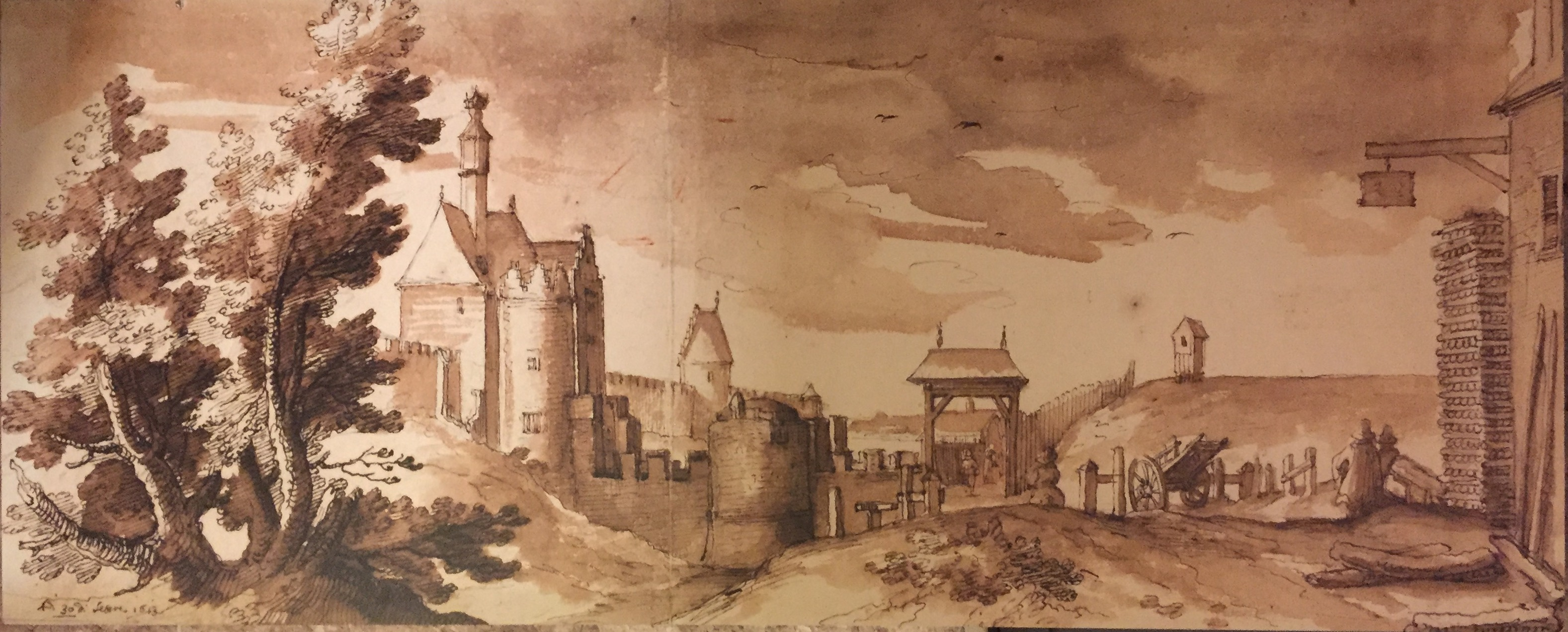
Naamsepoort, Brussel

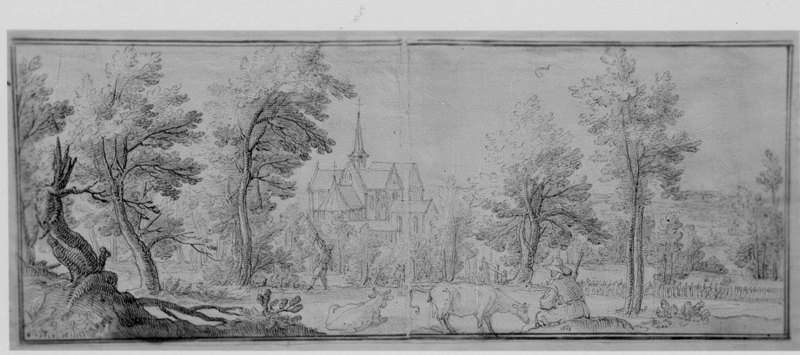
Zicht op de Abdijkerk van Vorst

Remigio Cantagallina (Borgo Sansepolcro, ca. 1582 – Florence, 1656) was een Italiaans tekenaar en etser. In 1612-13 maakte hij een productieve reis naar de Nederlanden.

## Loopbaan
De Toscaan werd geboren in een kunstzinnige familie: zijn broer Antonio was architect, net als een verwant Gianfrancesco, en een andere broer was mogelijk schilder. Volgens oude bronnen genoot ook Remigio een opleiding tot architect en ingenieur. Waarschijnlijk kreeg hij in Florence zijn opleiding bij scenograaf en architect Giulio Parigi en bij tekenaar-schilder Jacopo Ligozzi.
Op 30-jarige leeftijd ondernam Cantagallina een reis naar Frankrijk en de Nederlanden, wellicht op uitnodiging van Alexander I van Bournonville, een vooraanstaand militair toen in dienst van de aartshertogen Albrecht en Isabella. In gedetailleerde gewassen pentekeningen gaf hij gebouwen en stadsgezichten weer, vaak compleet met landschappen in de stijl van Paul Bril en bezige personages. Zijn oog ving zowel het feestelijke hofleven als de plattelandswereld. Vooral Brussel en omgeving is ruim vertegenwoordigd in deze productie. Hij tekende naar de natuur en observeerde minutieus.
Na zijn terugkeer legde hij zich verder toe op de topografische tekeningen die hij tijdens zijn reis had vervaardigd. Van Florence en omgeving maakte hij zeer gelijkaardig werk.
Cantagallina leidde Jacques Callot, Stefano della Bella en Niccolo Angeli op in het etsen en graveren. De natuuronderzoeker Francesco Redi hielp hij met tekenen.

## Werk
Cantagallina's graveerwerk bestaat uit landschappen, theaterdecoraties en blijde inkomsten. Zijn onder meer bewaard:
- Twee landschappen uit 1603 (één met brug, een ander met gebouwen);
- Een Dood van Franciscus (1605);
- Een Onbevlekte Ontvangenis naar Callot;
- Een reeks Palazzo della Fame uit 1608;
- Een reeks van vier landschappen uit 1609;
- Een Kermis te Impruneta (1615);
- Een Zicht op Badia Prataglia (1616);
- Een reeks van zes landschappen;
- Een reeks van twaalf landschappen, gemerkt met een octagon met zijn initialen;
- Een reeks van zes landschappen met zijn cijfer (1624);
- Een reeks Scènes uit een opera naar Giulio Parigi;
- Een Landschap met twee marskramers (1635);
- Een Hoeve (1641).

Hij schilderde een Laatste Avondmaal (1604) voor de San Bartolomeokerk van Sansepolcro (nu in het Museo Civico).
Van de tekeningen uit zijn Nederlandse periode worden er 105 bewaard in de Koninklijke Musea voor Schone Kunsten van België. Ze zijn in 1886 verworven van de Florentijn Vincenzo Capelli. Een gelijk aantal zichten op Florence zijn gekend als het album Wellesley-Kelly. Cantagallina's grote Zicht op Siena bevindt zich in de Uffizi.